# چارچوب اطلاعات
چارچوب اطلاعات (Information Framework) مجموعه‌ای کامل از مدل‌های اختصاصی کسب‌وکار بانکی است که به ارائه دستورالعمل‌های بهینه در این حوزه می‌پردازد. مدل‌های کسب‌وکار IFW راهکارهایی ویژهٔ کسب‌وکار بانکی ارائه می‌کنند که نتیجه‌ای جز پیشرفت سریع‌ترِ پروژه‌های مرتبط با فناوری اطلاعاتِ بانک‌ها و موسسات مالی نخواهد داشت.
مدل کسب‌وکار چارچوب اطلاعات به تشریح کسب‌وکار بانک‌ها پرداخته و پُل ارتباطیِ موثری بین جوامع مرتبط با کسب‌وکار و فناوری ایجاد کرده است. این مدل‌ها به صورتی طراحی شده‌اند که همواره به‌آسانی در دسترس کاربرانِ کسب‌وکار باشند و روی مشکلات صنعت محور در حوزه‌هایی مثل تقاضای مشتریان، دگرسازیِ چندمجرایی، سامانه‌های متمرکز و میزان خطرپذیری و سازگاری تمرکز داشته باشند.

## مدل‌های چارچوب اطلاعات
چارچوب اطلاعات IFW در مفهوم براساس چهارچوب زاکمن (Zachman Framework) بنا شده است.
چارچوب اطلاعات شامل موارد ذیل می‌باشد:
- مدل‌های اطلاعات: ارائه‌کنندهٔ داده‌های بانکی ویژهٔ حوزه‌هایی مثل نگاهِ سازمان‌شمول به اطلاعات.
- مدل‌های فرایند: ارائه‌کنندهٔ فرآیندهای کسب‌وکار بانکی ویژهٔ حوزه‌هایی مثل طراحی مجدد فرآیندهای کسب‌وکار.
- مدل‌های یکپارچه‌سازی: ارائه‌کنندهٔ خدمات کسب‌وکار ویژهٔ حوزه‌هایی مثل معماری سرویس‌گرا.

چارچوب اطلاعات بر پایهٔ الگوهایی مثل مدیریت فرایند کسب‌وکار (BPM) و معماری سرویس‌گرا (SOA) ایجاد شده است. این امر موجبات توسعهٔ راه حل‌های مبتنی بر فناوری اطلاعات و سیستم‌هایی که تعادل بین کسب‌وکار و فناوری اطلاعات را ایجاد می‌کنند فراهم آورده است.
چارچوب اطلاعات برای درک هر چه بیشتر مفاهیم عملیاتی کسب‌وکار بانک، بر تکنیک‌های "مدلسازی کسب‌وکار (Business Modeling)" و ایدهٔ "مولفه‌های کسب‌وکار (Business Components)" مستقل اتکا دارد. مولفه‌های کسب‌وکار واحدهای مستقل کسب‌وکاری هستند که می‌توانند بدون نیاز به سایر واحدهای کسب‌وکار به کار خود ادامه دهند.
با تعریف کردن بخش‌های مختلف کسب‌وکار به عنوان مولفه‌های کسب‌وکار شناسایی مولفه‌های قابل استفادهٔ مجدد بسیار ساده‌تر می‌شود. مولفه‌هایی که می‌توان آن‌ها را بر اساس خدمات یکسان به واحدهای کسب‌وکار مجزا تقسیم‌بندی کرد. این امر سرآغازی خواهد بود جهت بکارگیری راهکاری جایگزین برای تعریف چگونگی ادارهٔ سازمان.
مدل کسب وکار مولفه‌ای (CBM) ویژهٔ بانکداری بیانگر کلیهٔ مولفه‌های کسب‌وکار مورد نیاز یک سازمان فراگیر بانکی است که به ارائهٔ مولفه‌هایی برای بانکداری خصوصی، بانکداری سرمایه‌گذاری، بانکداری خُرد و بانکداری شرکتی می‌پردازد.

## ویژگی‌های چارچوب اطلاعات
مدل کسب‌وکار IFW نتیجهٔ مجموعاً ۳۰۰ نفر-سال توسعه است که پس از دریافت بازخوردها از بسیاری از سازمان‌های خدمات مالی به وجود آمده است. این مدل از بیش از ۸۰٪ فرآیندهای کسب‌وکار و الزامات رایج بانکداری پشتیبانی می‌کند، و قابلیت شخصی‌سازی و گسترش برای پاسخ به نیازهای یک بانک خاص را دارد. مدل کسب‌وکار IFW به بانک‌ها در اجرای یک معماریِ منعطف، قابل استفاده مجدد، توسعه‌پذیر و قابل تنظیم یاری می‌رساند.
این مدل بانک‌ها را قادر خواهد ساخت تا:
- سازگاری بیشتری داشته باشند و سریع‌تر پاسخگوی تغییر نیاز مشتریان باشند
- روی دستیابی به تمایز رقابتی تمرکز کنند
- بهترین رویکردها را در سراسر سازمان شناسایی کنند و به کار گیرند

## کاربردهای چارچوب اطلاعات
IFW در موارد زیر کارایی خواهد داشت:
- پیاده‌سازی و نوسازی سامانه‌های بانکداری متمرکز
- یکپارچه‌سازی برنامه‌های سازمانی، توسعه معماری مبتنی بر پیام
- توقف خدمات کنونی و نوین‌گرایی در برنامه‌ها
- ذخیره و تحلیل داده‌ها
- طراحی مجدد فرآیندهای کسب‌وکار
- هدف‌گذاری و نیازسنجی سیستم‌های اطلاعات

## مدل‌های صنعتی
چارچوب اطلاعات بخشی از پدیده‌ای است که به طور معمول به عنوان مدل‌های صنعتی شناخته می‌شوند. مدل‌های صنعتی IBM در درجه اول برای توسعه استانداردهای داخلی شرکت به کار می‌رود و لایه‌ای یکپارچه در سراسر بخش‌های فعلی سازمان و سرمایه‌گذاریهای آتی فناوری اطلاعات (IT) فراهم می‌کند. مدل‌های صنعتی IBM به وسیله کسب وکاری قدرتمند و بخش IT برای شخصی‌سازی تهیه شده‌اند تا منعکس کننده نیازهای دقیق شرکت استفاده‌کننده باشند. به همین دلیل هر شرکت نسخه مخصوص و شخصی‌سازی شده خود از مدل داده‌ها، فرایند و خدمات IBM را در اختیار خواهد داشت و به این وسیله می‌توانند در حوزه‌هایی فعالیت کنند که در کسب و کارشان یگانه است و از سوی دیگر نوعی مزیت رقابتی ایجاد کنند. علاوه براین موارد می‌توان مدلها را به راحتی تقویت کرد تا امتداد صنعت و فعالیت‌های مخصوص شرکت را شامل شود.
مدل‌های صنعتی IFW برای صنایع زیر محصولات دارند:
- بانکدای و بازارهای مالی (داده، فرایند، خدمات)
- بیمه (داده، فرایند، خدمات)
- خدمات درمانی (داده)
- مخابرات (داده)
- خرده فروشی (داده)

## چارچوب اطلاعات IFW در ایران
بر اساس بند الف ماده ۴۹ قانون برنامه پنجم توسعه، بانک مرکزی موظف شده تا پایان سال ۹۴ نسبت به استقرار کامل سامانه بانکداری متمرکز و تبدیل تمامی حساب‌ها اعم از سپرده اشخاص و تسهیلات به حساب‌های متمرکز توسط بانک‌ها با رعایت استانداردها و دستورالعمل‌های بانک مرکزی اقدام کند. بانک مرکزی در این راستا پس از ۳۰ ماه مطالعه، چارچوب IFW را انتخاب کرد.
سیستم IFW در حالی به عنوان چارچوب اطلاعاتی مشخص شده است که رسیدگی به این موضوع سابقه‌ای طولانی، اما نه‌چندان درخشان دارد. از اوایل دهه ۱۳۸۰ کارگروه‌هایی برای سامان دادن به موضوع بانکداری متمرکز در بانک مرکزی و وزارت اقتصاد با مشارکت بانک‌ها تشکیل شد؛ اما نتیجه مشخص و برنامه اجرایی روشنی برای این موضوع حاصل نشد. افزایش تکیه بر سامانه‌های الکترونیکی در نظام بانکی کشور و پیشرفت نکردن در موضوع بانکداری متمرکز، قانون‌گذار را بر آن داشت تا این دغدغه را در قالب تکالیف قانونی به بانک مرکزی و نظام بانکی کشور ابلاغ کند. در سال ۱۳۸۹ مجلس در قانون برنامه پنجم توسعه، ایجاد نظام بانکداری متمرکز در نظام بانکی کشور و همچنین ایجاد پایگاه جامع اطلاعات مشتریان را به بانک مرکزی تکلیف کرد و در همان سال دستورالعمل شفافیت و تمرکز اطلاعات، که بر تعریف یک ساختار اطلاعاتی یکپارچه در بانک‌ها تاکید می‌کند، به تصویب شورای پول و اعتبار رسید.
بر این اساس، در ۲۱ اسفند ماه سال ۹۲ بانک مرکزی بانک‌های کشور را به همایشی با عنوان «نوسازی صنعت بانکداری» فراخواند و برای نخستین بار به طور رسمی  با حضور دبیر کل بانک مرکزی و مدیر کل فناوری اطلاعات و ارتباطات بانک مرکزی، صحبت از چارچوب یکسان بانکی شد که در سال‌های آتی باید در بانک‌ها پیاده‌سازی شود. در این همایش به تبیین ضرورت‌های نوسازی سامانه‌های بانکی و داشتن وحدت رویه عملیاتی آنها اشاره شد و فرایند انتخاب چارچوب IFW: Information Framework شرکت IBM و مزیت‌های آن تشریح شد.
بانک مرکزی با معرفی این چارچوب درصدد برآمده تا فضای ذهنی مدیران بانکی را نسبت به ورود قریب‌الوقوع این سامانه در بانک‌ها آماده کند و قرار بر این است که سمینارها و کارگاه‌های مربوطه در این زمینه به‌تدریج برگزار شود.به‌نظر می‌رسد بانک مرکزی در نظر دارد تا در سال ۹۳ دانش IFW را منتقل کند تا در سال ۹۴ یعنی سال پایانی اجرای برنامه پنجم شاهد استقرار سیستم کُر بنکینگ در بانک‌ها باشد. با وجود این، سرنوشت بانک‌هایی که از سیستم‌های کُر بنکینگ مناسبی برخوردارند و میزان جبر و اختیار در به‌کارگیری این سیستم در بانک‌ها هنوز مشخص نیست.